# Ellis Avery
Ellis Avery (née Elisabeth Atwood ; 25 octobre 1972 - 15 février 2019) est une écrivaine américaine.

## Jeunesse
Avery grandit à Columbus, Ohio et Princeton, New Jersey. Née Elisabeth Atwood, elle change légalement son nom en Ellis Avery à l'âge de 18 ans.
Elle fréquente la Columbus School for Girls à Columbus, Ohio, et la Princeton Day School à Princeton, dont elle obtient son diplôme un an plus tôt, en 1989. Pendant son séjour à la Princeton Day School, Avery édite et contribue au magazine littéraire, Cymbals , chante a cappella dans le groupe Madrigals de l'école, participe au club de théâtre et obtient une bourse de mérite. Après l'école de jour de Princeton, Avery fréquente le Collège Bryn Mawr et obtient son diplôme en 1993 avec une majeure indépendante en études de la performance. Pendant son séjour à Bryn Mawr, elle est rédactrice et collaboratrice régulière de The College News. Elle obtient une maîtrise en écriture du programme de faible résidence du Goddard College.

## Carrière
Elle enseigne l'écriture créative à l'Université Columbia et auparavant à l'Université de Californie à Berkeley.
Elle remporte deux Stonewall Book Awards, un en 2008 pour son premier roman The Teahouse Fire , et un en 2013 pour son deuxième roman The Last Nude ,,. The Teahouse Fire remporte également un Prix Lambda Literary for Lesbian Debut Fiction et un Ohioana Library Fiction Award en 2007. Elle a auto-publié ses mémoires, The Family Tooth, en 2015. Son dernier livre, Tree of Cats, est publié indépendamment à titre posthume. Lesbienne out, elle a épousé Sharon Marcus.
Les thèmes du travail d'Avery portent sur "des corps esthétiquement disciplinés" et "la volonté de faire de la beauté qui dépasse [la douleur]" . Elle s'intéresse à la formation de l'identité queer avant que la queerness ne soit une "catégorie sociale"; en tant que telle, elle est à l'avant-garde d'un mouvement de fiction historique queer dans lequel le cadre historique est, entre autres, une allégorie de l'enfant queer s'éveillant à son identité dans un foyer qui ne peut pas reconnaître ou nommer son existence. Avery et sa partenaire, Sharon Marcus, professeur de littérature anglaise et française, se sont mutuellement influencées par un intérêt commun à interroger les constructions sociales reçues sur les relations des femmes et l'identité lesbienne dans des contextes historiques. Dans son travail ultérieur, à travers ses luttes contre le Cancer et l'arthrite réactive, Avery s'intéresse aux récits médicaux des personnes atteintes de maladie et des professionnels de la santé, et en 2018, elle dirige un atelier de narration et d'écriture sur la médecine narrative à la Harvard Medical School.
À partir de 2000, Avery a écrit des haïkus quotidiennement. Elle les publient en ligne, en copie papier dans Broken Rooms (2014), dans une collection auto-publiée appelée 365 haïku en une ligne en 2015, et dans des agendas de haïku par jour pour les années 2017, 2018 et 2019.
En 2012, Avery reçoit un diagnostic de léiomyosarcome, un type rare de cancer qui affecte les tissus musculaires lisses. De septembre 2017 à décembre 2018, elle poursuit des études d'infirmière praticienne à l'Institut des professions de la santé de l'HGM et est élue à titre posthume à Sigma Theta Tau, la Honor Society of Nursing. Elle est décédée le 15 février 2019.